# Pentti Eelis Eskola
Pentti Eelis Eskola (Honkilahti, 8 de janeiro de 1883 — Helsínquia, 25 de março de 1964) foi um geólogo finlandês.
Foi estudante de química e posteriormente professor na Universidade de Helsinque. Em 1906 obteve um doutorado em Ciências Físicas na Universidade de Helsínquia. Eskola especializou-se mais tarde em petrologia, centrando-se especialmente no estudo das associações minerais que existiam nas rochas. Em 1914 deduziu que a composição mineralógica das rochas metamórficas, una vez alcançado o equilíbrio, somente dependia da sua composição química. Realizou diversos estudos petrológicos sobre os terrenos metamórficos situados no Sul da Península Escandinava e introduziu/divulgou o termo facies metamórfica.
Como químico, aplicou os conceitos fundamentais desta ciência para avançar na compreensão da origem das rochas cristalinas. Como resultado desenvolveu o conceito de facies metamórficas, uma exigência vital para seguir a evolução das rochas na crosta da terra. Este conceito já havia sido anteriormente introduzido pelo geólogo suíço Amanz Gressly.

Foi laureado com a Medalha Penrose em 1951 pela Sociedade Geológica da América, com a Medalha Wollaston pela Sociedade Geológica de Londres em 1958, com a Medalha Friedrich Becke em 1958 pela Österreichische Mineralogische Gesellschaft e com o Prémio Vetlesen em 1964 pela Fundação G. Unger Vetlesen.